# Sidi M'Hamed Dalil
Sidi M Hamed Dalil (franska: Sidi M Hamed Dalil (CR), Sidi M Hamed Dalil (Commune Rurale), arabiska: سيدي بوزيد الركراكي) är en kommun i Marocko.   Den ligger i provinsen Chichaoua och regionen Marrakech-Safi, i den centrala delen av landet, 300 km sydväst om huvudstaden Rabat. Antalet invånare är 4 749.